# Pediobius minimus
Pediobius minimus är en stekelart som beskrevs av Vittorio Luigi Delucchi 1956. Pediobius minimus ingår i släktet Pediobius och familjen finglanssteklar. Inga underarter finns listade i Catalogue of Life.